# Ines Holzegger

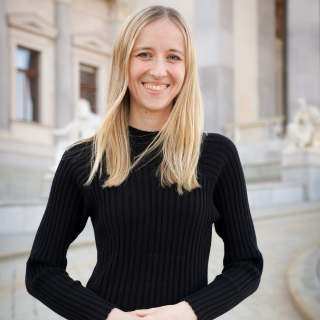
Ines Holzegger

Ines Holzegger (* 3. Juni 1993 in Wien) ist eine österreichische Politikerin der Partei NEOS – Das Neue Österreich und Liberales Forum. Im März 2024 wurde sie Präsidentin der European Liberal Youth (LYMEC), seit dem 6. März 2025 ist sie Abgeordnete zum Nationalrat.

## Leben

### Ausbildung und Beruf
Ines Holzegger wuchs in Oberösterreich auf und besuchte das Gymnasium in Enns. Ab 2011 studierte sie Lehramt für Geschichte, Englisch, Sozialkunde und Politische Bildung an der Universität Wien, das Studium schloss sie 2017 als Magistra der Philosophie mit einer Diplomarbeit zum Thema Ausgrenzung, Politik und Zensur: Einflüsse auf die Repräsentation von Afroamerikanern im Hollywoodfilm der 1930er bis 1950er Jahre ab.
Im Jahr 2019 begann sie das internationale Masterstudium Public Sector Innovation & eGovernance an der Katholieke Universiteit Leuven in Belgien, der WWU Münster in Deutschland und der Technischen Universität Tallinn in Estland, dass sie 2021 mit einer Arbeit mit dem Titel Artificial Intelligence and Citizen Participation in EU policymaking als MSc beendete.
Anfang 2018 unterrichtete sie Englisch und Geschichte an der Bundeshandelsakademie und Bundeshandelsschule Favoriten und im Schuljahr 2018/19 am GRG 7 Kandlgasse zudem absolvierte sie ihr Traineeship in der EU-Kommission im Kabinett von Margrethe Vestager. Seit Oktober 2021 ist sie bei der A-Trust beschäftigt, wo sie im Oktober 2022 Head of Product & Innovation Management wurde.

### Politik
Holzegger war 2017/18 stellvertretende Bundesvorsitzende von JUNOS – Junge liberale Studierende und 2018/19 Mitglied im Bundesvorstand von JUNOS – Junge liberale NEOS. Seit November 2024 gehört sie dem erweiterten Landesteam von NEOS – Das Neue Österreich und Liberales Forum in Wien an.
Auf europäischer Ebene engagierte sie sich ab 2020 bei der European Liberal Youth (LYMEC), dem Jugendverband der ALDE Party. Von 2022 bis 2024 fungierte sie dort als Vizepräsidentin im März 2024 wurde sie zur Präsidentin von LYMEC gewählt.
Bei der Nationalratswahl 2024 kandidierte sie auf Platz vier des NEOS-Landeswahlvorschlages im Landeswahlkreis Wien, hinter Beate Meinl-Reisinger, Stephanie Krisper und Yannick Shetty. In der XXVIII. Gesetzgebungsperiode rückte sie am 6. März 2025 als Abgeordnete zum Nationalrat nach, nachdem Beate Meinl-Reisinger als Außenministerin in die Bundesregierung Stocker wechselte.

### Politische Positionen
Ines Holzegger setzt sich für eine umfassende Digitalisierung der öffentlichen Verwaltung ein. In einem Podcast sagte sie: „Ich habe in Estland erlebt, wie reibungslos digitale Prozesse ablaufen können. Österreich muss hier aufholen und die Bürokratie abbauen.“
Als Präsidentin von LYMEC betonte sie die Bedeutung liberaler Werte in der Jugendpolitik: „Our goal is clear: a Europe that stands for freedom, peace, and prosperity.“